# フレデリック・ハズリット・ブレナン
フレデリック・ハズリット・ブレナン（Frederick Hazlitt Brennan、1901年9月23日 – 1962年6月30日）は、アメリカの脚本家。1929年から1953年にかけて、30本を超える映画作品の脚本を執筆した。1955年から1961年にかけてアメリカABCテレビで放映された西部劇ドラマ『保安官ワイアット・アープ』のディレクターとしても知られる。

## 生涯
ミズーリ州セントルイス生まれ。ミズーリ大学で学び、新聞記者として就職した。多くの短編小説を執筆し、『サタデー・イブニング・ポスト』誌や『コリアーズ・ウイークリー』誌などに掲載された。またいくつかの小説を出版した他、劇場向けの脚本も執筆した。ブロードウェイで上演された劇『ザ・ウーキー』が有名である。
ブレナンはカリフォルニア州南部のベンチュラ郡にて死去した。死因は銃で自分自身を撃ったことによる銃創であった。3人の子供を残した。

## 代表作
- 1929年: 名物三羽烏
- 1929年: Speakeasy
- 1929年: Words and Music
- 1931年: God's Gift to Women
- 1931年: Sporting Blood
- 1932年: Play-Girl
- 1938年: 百万弗大放送（英語版）
- 1943年: ジョーという名の男（英語版）
- 1951年: Follow the Sun
- 1952年: A Girl in Every Port